# Hatena
Hatena es una katablefárida interesante, un enigmático flagelado. Al igual que las demás katablefáridas se caracteriza por sus extrusomas grandes y pequeños (orgánulos de descarga o propulsión), cubierta celular, aparato de alimentación y por su filogenia molecular de ADN ribosomal. La célula tiene una forma comprimida dorso-ventralmente y un movimiento de arrastre, rasgo diferente de las demás katablefáridas. Mide 30 µm y tiene 2 flagelos subapicales. La mayoría son células verdes por incorporación de algas y una minoría incoloras. 

## Mitad alga/mitad predador
Hatena fue descubierta accidentalmente en costas del Japón por el Dr. Noriko Okamoto según reporte de 2005 y llamada Hatena arenicola (Hatena en japonés=extraño), donde la característica más distintiva es que alberga un simbionte: Nephroselmis (una clorofita). Esta simbiosis es diferente a casos reportados, pues el plástido simbionte es selectivamente agrandado, mientras que otras estructuras como la mitocondria, el aparato de Golgi, el citoesqueleto y el sistema de endomembranas son degradados. Además huésped y simbionte han desarrollado una asociación morfológica: El estigma (mancha ocular) del simbionte está siempre en el ápice de la célula de la Hatena arenicola; y solamente una célula hija hereda al simbionte durante la división celular, resultando en una célula verde que lleva dentro un simbionte y en una célula incolora que carece de él (ver imágenes). Curiosamente las células incoloras tienen un aparato de alimentación que se ubica en el lugar del estigma de las células con simbionte y forma un nuevo sistema predador para apropiarse de nuevas algas que la conviertan en una célula nutritiva capaz de realizar la fotosíntesis. Así pues la morfología del huésped depende de la presencia o ausencia del simbionte. Todo esto sugiere que Hatena arenicola tiene un exclusivo ciclo de vida “mitad planta (alga), mitad predador (protozoo)”.
Las implicaciones evolutivas de la Hatena arenicola como un paso intermedio en la adquisición de plástidos, son ahora discutidas comparativamente en el contexto de los dinoflagelados. El Prof. Inouye especula, que este caso es una prueba de los posibles pasos evolutivos que un organismo experimenta en el proceso de convertirse en vegetal.